# La Pintada (Panama)
Pour les articles homonymes, voir La Pintada.
La Pintada est un corregimiento situé dans le district de La Pintada, province de Coclé, au Panama. En 2010, la localité comptait 3 882 habitants.
Elle est située dans les collines à environ 13 km au nord-ouest de Penonomé. Le Río Coclé del Sur longe la ville. Une variété de pétroglyphes précolombiens se trouve à deux kilomètres de la ville
Une fabrique de cigares de la marque Cigars Joyas de Panama est située dans la ville. Il existe également un petit marché artisanal qui vend des chapeaux de Panamá et divers objets d'artisanat local.